# Base (topologia)
En matemàtiques, una base  β  d'un espai topològic X amb topologia T, és una col·lecció d'oberts de T encarregada de verificar que tot obert de la topologia  T  pot expressar com unió dels elements de β.
Diem que la base genera la topologia T i als elements de β les anomenem oberts bàsics. Les bases són de gran utilitat, ja que moltes propietats de les topologies poden reduir-se a afirmacions sobre una base que generi aquesta topologia.
Una família arbitrària de subconjunts no formarà a priori una base de cap topologia, per fer-ho haurà de reunir una sèrie de requisits.
Existeix una manera alternativa de generar una topologia a partir d'una família arbitrària de subconjunts, usant interseccions finites a més de les unions arbitràries. En aquest cas, la família de subconjunts rep el nom de subbase.

## Definició alternativa de base
Diem que β és base de la topologia T si i només si per a tot punt p contingut en un obert U hi ha un element {\displaystyle B\in \beta :p\in B\subset U}.

## Requisits perquè una família de subconjunts formi una base
Ja vam comentar que una família arbitrària de subconjunts no formarà una base. Serà interessant disposar d'un criteri per decidir si la formen o no.
Una família β no buida de subconjunts de  X  formarà la base d'alguna topologia si es compleix:
1. {\displaystyle \Cup \{B:B\in \beta \}=X}.
2. La intersecció {\displaystyle B\cap B'} és unió d'elements de β.

## Subbase
En topologia, una subbase per a un espai topològic  X  amb topologia  T , és una subcol·leció B de T la qual genera a T, en el sentit que T és la topologia més petita que conté B. Una definició lleument diferent és usada per alguns autors i hi ha altres formulacions equivalents, molt útils, de la definició; aquestes són discutides a continuació.

### Definició
Sigui X un espai topològic amb topologia T. Una subbase de T és normalment definida com una subcol·lecció B de T que satisfà una de les dues següents condicions equivalents:
1. La subbcol·lecció B genera la topologia T. Això significa que T és la topologia més petita que conté B: qualsevol topologia U a X que conté B també ha de contenir a T.
2. La col·lecció de conjunts oberts construïda amb X i totes les interseccions finites dels elements de B formen una base per T. Això significa que tot interval obert propi no buit en T pot ser escrit com una unió d'interseccions finites d'elements de B.

Explícitament, donat un punt x en un conjunt obert propi U (veïnatge de x) existeixen diversos conjunts finits S  1 , ..., S  n  de B, tals que la intersecció d'aquests conjunt conté x i aquesta continguda a U.
(Recordeu que si fem servir la definició d'intersecció no buida, aleshores no cal incloure X en la segona definició.)
Per alguna subcol·leció S del conjunt de parts P (X), hi ha una única topologia que té a S com una subbase. En particular, la intesecció de totes les topologies en X que conté  S, satisfà aquesta condició. En general, no sempre hi ha una única subbase per a una topologia donada.
Per tant, podem començar amb la topologia fixa i trobar subbases per a aquesta topologia, i podem també començar amb una subcol·lecció arbitrària del conjunt de parts P (X) i formar la topologia generada per aquesta subcol·lecció. Podem lliurement utilitzar qualsevol de les definicions equivalenets a les primeres; certament en molts casos, una de les dues condicions és més útil que l'altra.

### Definició alternativa
Algunes vegades, una definició lleument diferent de subbase és donada, la qual requereix que la subbase  B  recobreixi a  X . En aquest cas,  X  és un conjunt obert en la topologia generada poruqe és la unió de tots els{ B    i  }mentre  B    i   variada sobre  B . Això vol dir, que no poden existir confusions referents a l'ús de la intersecció no buida, en la definició.
No obstant això, amb aquesta definició, les dues definicions anteriors, no sempre són equivalents. En altres paraules, hi ha espais  X  amb topologia  T , com que hi ha una subcol·lecció  B  de  T , tal que  T  és la topologia més petita que conté  B , on  B  no cobreix a  X  encara. A la pràctica, és una rara ocurrecia, una subbase d'un espai que satisfà el T  1  ha de ser una cobertura d'aquest espai.

### Exemples
La topologia usual en els nombres reals  R  té una subbase formada per tots els intervals oberts semi-infinits bé sigui de la forma (- ∞,  a ) or ( b , ∞) on  a  i  b  són nombres reals. Junts generen la topologia usual des de les interseccions {\displaystyle (a,b)=(-\infty ,b)\cap (a,\infty )} per  a  < b  genera la topologia usual. Una segona subbase és formada, prenent la subfamília on  a  i  b  són racionals. La segona subbase genera la topologia usual també, des dels intervals oberts ( a ,  b ) amb  a ,  b  racionals, són una base per a la topologia ususal Euclidiana.
La subbase formada per tots els intervals oberts semi-infinits de la forma (- ∞,  a ), on  a  és un nombre real, que no genera la topologia usual. La topologia resultant no satisfà l'axioma T  1  de separació, des de tots els conjunts oberts que té una intersecció no buida.
La topologia inicial definida per la família de funcions  f    i  :  X  →  I    i  , on cada  I    i   té una topologia, és la topologia més gruixuda en  X , tal que cada  f    i   és contínua, ja que la continuïtat pot ser definida per les imatges inverses dels conjunts oberts; això vol dir que la topologia més feble en  X  és donada prenent totes les  f    i    -1  ( U    i  ), on  U    i   varia en tot el conjunt abiètic de i   i  , com una subbase.
Dos casos especials molt importants de la topologia inicial són la topologia del producte, on la família de funcions és el conjunt de projeccions des del producte a cada factor, i el subespai topològic, on la família consta de només una funció, la funció d'inclusió.
La topologia compacta oberta, en l'espai de funcions contínues de  X  a  I  té per una subbase el conjunt de funcions
{\displaystyle V(K,U)=\{f\colon X\to Y\mid f(K)\subset U\}}
on  K  és un espai compacte i  U  és obert a  I .